# (74058) 1998 KQ18
(74058) 1998 KQ18 – planetoida z pasa głównego asteroid okrążająca Słońce w ciągu 3,76 lat w średniej odległości 2,42 j.a. Odkryta 22 maja 1998 roku.